# Acinopterus pennatus
Acinopterus pennatus är en insektsart som beskrevs av Beamer och Lawson 1938. Acinopterus pennatus ingår i släktet Acinopterus och familjen dvärgstritar. Inga underarter finns listade i Catalogue of Life.